# Trigonidiidae
A Trigonidiidae a rovarokon belül az egyenesszárnyúak rendjének egyik családja. 
Magyarországon három fajuk él, az erdei tücsök, a mocsári tücsök és a pontuszi karcsútücsök.
A család két alcsaládra oszlik. 

## Nemobiinae

### Jellemzőik
Az ide tartozó rovarok kicsik, általában 15 mm-nél rövidebbek, testalkatuk is karcsúbb, mint a valódi tücsköké. Torpajzsuk és potrohuk szőrözött. A nőstények tojócsöve lehet hosszú, egyenes, tűszerű; de rövid és hajlott is. Színük általában barna (jó rejtőszín az avarban, ahol általában megtalálhatók), szárnyuk különböző hosszúságú lehet. Többnyire erdőkben, legelőkön, réteken élnek. Mindenevők. Az alcsaládba kb. 200 faj tartozik.

### Osztályozásuk

#### Burcini
Auth: Gorochov, 1986; Kelet-Afrika, Ázsia
1. Burcus Gorochov, 1986
2. Gabusibius Hugel & Desutter-Grandcolas, 2021
3. Makalapobius Hugel & Desutter-Grandcolas, 2021
4. Neoburcus Gorochov, 2018
5. Paraburcus Gorochov, 2018
6. Paranemobius Saussure, 1877
7. Speonemobius Chopard, 1924
8. Taiwanemobius Yang & Chang, 1996

#### Grylliscini
Auth: Gorochov 1986; Közép-Ázsia
- Grylliscus Tarbinsky, 1930

Lissotrachelini
Auth: Hubbell, 1938; Délkelet-Ázsia
1. Lissotrachelus Brunner von Wattenwyl, 1893 c g

#### Marinemobiini
Auth: Gorochov 1985; Kelet-Ázsia, Ausztrália
- Apteronemobius Chopard, 1929
- Caconemobius Kirby, 1906
- Eumarinemobius Gorochov & Tan, 2018
- Marinemobius Gorochov, 1985
- Parapteronemobius Furukawa, 1970

#### Nemobiini
Auth: Saussure 1877; Dél-Amerika, Európa, Afrika, Ázsia, Óceánia
- Amonemobius Otte, 1987
- Bobilla Otte & Alexander, 1983
- Bullita Gorochov, 1986
- Dictyonemobius Chopard, 1951
- Ignambina Otte, 1987
- Ionemobius Otte, 1987
- Koghiella Otte, 1987
- Leptonemobius Sjöstedt, 1917
- Monopteropsis de Mello & Jacomini, 1994
- Nambungia Otte & Alexander, 1983
- Narellina Otte, 1994
- Nemobius Serville, 1838
- Orintia Gorochov, 1986
- Paniella Otte, 1987
- Silvinella Otte & Alexander, 1983
- Specnia Otte & Alexander, 1983
- Speonemobius Chopard, 1924
- Tahitinemobius Gorochov, 1986
- Thetella Otte & Alexander, 1983
- Tincanita Otte & Alexander, 1983

#### Pteronemobiini
Auth: Vickery, 1973, világszerte
- Allonemobius Hebard, 1913
- Amanayara de Mello & Jacomini, 1994
- Argizala Walker, 1869
- Dianemobius Vickery, 1973
- Eunemobius Hebard, 1913
- Kevanemobius Bolfarini & de Mello, 2012
- Neonemobius Hebard, 1913

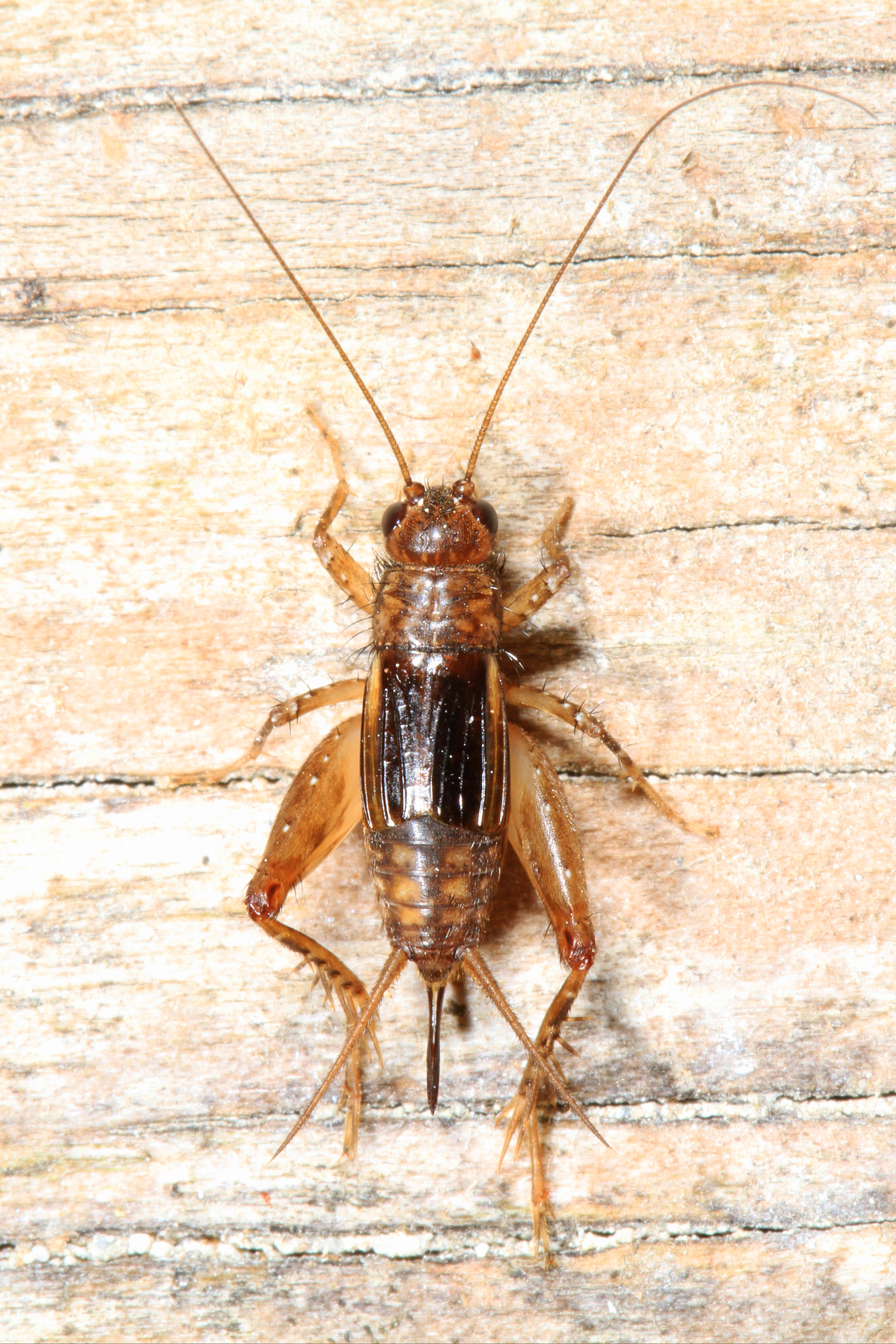
Allonemobius faj

- Phoremia Desutter-Grandcolas, 1993
- Pictonemobius Vickery & Johnstone, 1970
- Polionemobius Gorochov, 1983
- Pteronemobius Jacobson, 1904
- Stenonemobius Gorochov, 1981

#### Incertae sedis
- Absonemobius Desutter-Grandcolas, 1993
- †Baltonemobius Gorochov, 2010 baltikumi borostyán, eocén
- †Birmaninemobius Xu et al., 2020 burmai borostyán, Mianmar, alsó kréta
- Calperum Rentz & Su, 1996
- Cophonemobius Chopard, 1929
- Cophoscottia Chopard, 1951
- Homonemobius Chopard, 1935
- Hygronemobius Hebard, 1913
- Kanakinemobius Desutter-Grandcolas, 2016
- †Liaonemobius Ren 1998 Kína, alsó kréta
- Micronemobius Ingrisch, 1987
- Ngamarlanguia Rentz & Su, 1996
- Paora Gorochov, 1986
- Pineronemobius Yong, 2018
- Scottiola Uvarov, 1940
- Sudanicus Werner, 1913
- Tahitina Hebard, 1935
- Taiwanemobius Yang & Chang, 1996
- Territirritia Rentz & Su, 1996
- Zucchiella de Mello, 1990

## Trigonidiinae

### Osztályozásuk

#### Phylloscyrtini
Auth.: Chopard, 1968; distribution: Észak- és Dél-Amerika
- Cranistus Stål, 1861
- Phyllopalpus Uhler, 1864
- Phylloscyrtus Guérin-Méneville, 1844

#### Trigonidiini
Auth.: Saussure, 1874; minden kontinens (az Antarktisz kivételével)

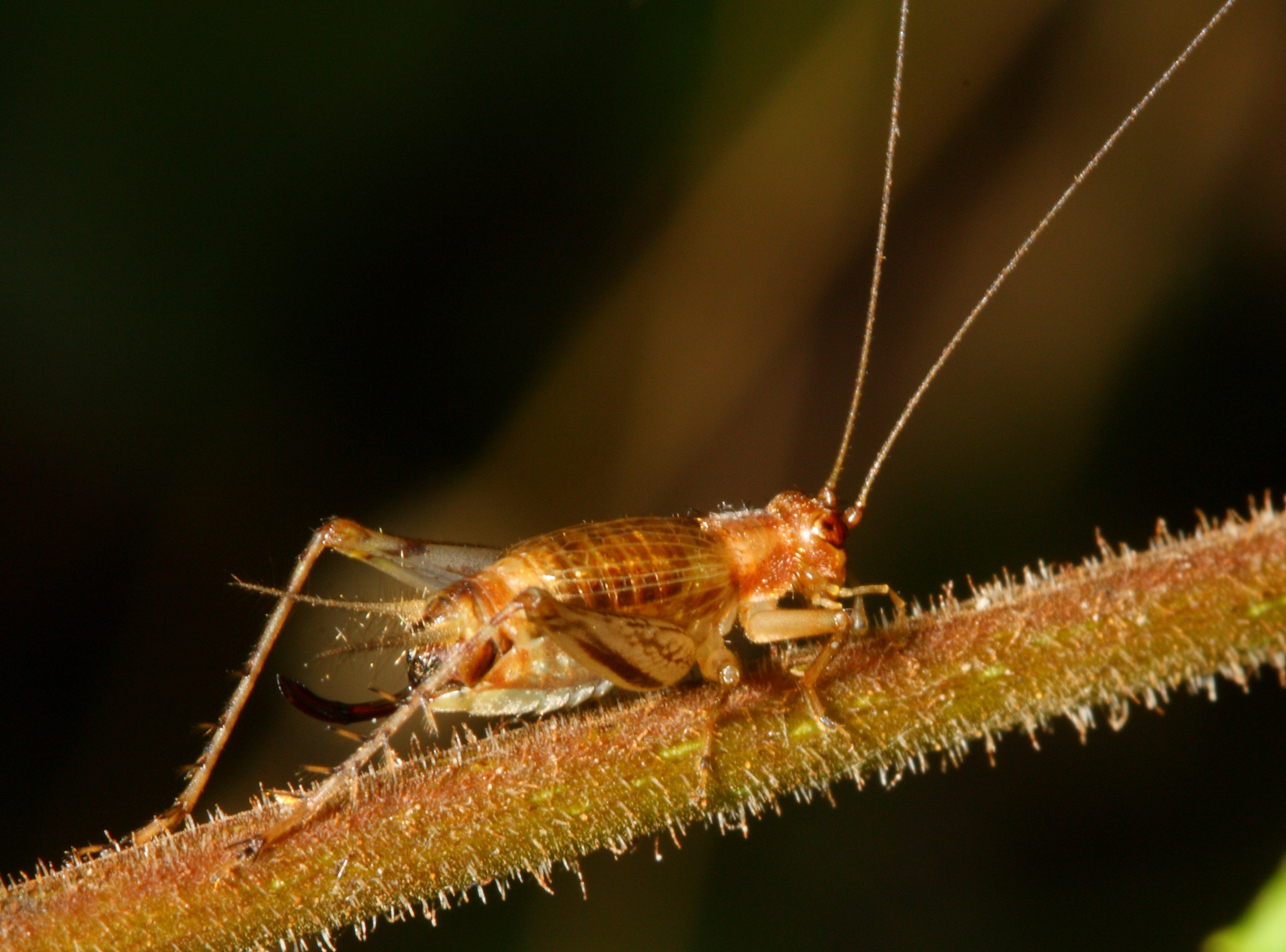
Anaxipha exigua

- Amusurgus Brunner von Wattenwyl, 1893
- Anacyrtoxipha Chopard, 1934
- Anaxipha Saussure, 1874
- Anaxiphomorpha Gorochov, 1987
- Cyrtoxipha Brunner von Wattenwyl, 1873 - Észak- és Dél-Amerika
- Cyrtoxiphoides Chopard, 1951
- Dolichoxipha Chopard, 1951 - Ausztrália
- Estrellina Hebard, 1933
- Falcicula Rehn, 1903
- Hebardinella (Chopard, 1932)
- Homoeoxipha Saussure, 1874
- Hydropedeticus Miall & Gilson, 1902
- Jarmilaxipha Otte & Peck, 1998
- Laupala Otte, 1994
- Lobeda Walker, 1869
- Macroanaxipha Hebard, 1928
- Metioche Stål, 1877
- Metiochodes Chopard, 1932
- Natula Gorochov, 1987
- Nudilla Gorochov, 1988
- Prolaupala Otte, 1994
- Rhicnogryllus Chopard, 1925
- Sectus Ma & Pan, 2019
- Svistella Gorochov, 1987
- Symphyloxiphus Rehn, 1906 - Dél-Amerika
- Trigonidium Rambur, 1838
- Trigonidomorpha Chopard, 1925
- Zarceomorpha Gorochov, 1994
- Zarceus Bolívar, 1895
- Zudella Gorochov, 1988

#### Incertae sedis
- Anele Otte, Carvalho & Shaw, 2003
- Fijixipha Otte & Cowper, 2007
- Kadavuxipha Otte & Cowper, 2007
- Levuxipha Otte & Cowper, 2007
- Minutixipha Otte & Cowper, 2007
- Myrmegryllus Fiebrig, 1907
- Nanixipha Otte, Carvalho & Shaw, 2003
- Nausorixipha Otte & Cowper, 2007
- Savuxipha Otte & Cowper, 2007
- Tavukixipha Otte & Cowper, 2007
- Vanuaxipha Otte & Cowper, 2007
- Veisarixipha Otte & Cowper, 2007
- Vitixipha Otte & Cowper, 2007
- Vudaxipha Otte & Cowper, 2007

### Kihalt nemek
- †Abanaxipha
- †Grossoxipha
- †Proanaxipha

## Fordítás
- Ez a szócikk részben vagy egészben  a   Nemobiinae című angol Wikipédia-szócikk ezen változatának fordításán alapul.  Az eredeti cikk szerkesztőit annak laptörténete sorolja fel. Ez a jelzés csupán a megfogalmazás eredetét és a szerzői jogokat jelzi, nem szolgál a cikkben szereplő információk forrásmegjelöléseként.
- Ez a szócikk részben vagy egészben  a   Trigonidiinae című angol Wikipédia-szócikk ezen változatának fordításán alapul.  Az eredeti cikk szerkesztőit annak laptörténete sorolja fel. Ez a jelzés csupán a megfogalmazás eredetét és a szerzői jogokat jelzi, nem szolgál a cikkben szereplő információk forrásmegjelöléseként.